# Haimhausen
Haimhausen ist die östlichste Gemeinde im oberbayerischen Landkreis Dachau an der Amper.

## Geografie

### Landschaft
Naturräumlich liegt der Amperbereich von Haimhausen am Nordende der Münchner Schotterebene. Die Amper durchfließt hier das Tertiäre Donau-Isar-Hügelland und geht hinter Haimhausen in den Landkreis Freising über. Nacheiszeitliche Ablagerungen bedecken die Amperaue, im Bereich der Gemeinde Haimhausen grenzt diese im Süden direkt an die Randvermoorungen der Münchner Schotterebene, das Dachauer Moos. Die Landschaft um Haimhausen bietet eine vielfältige Natur: Quellen, Fließ- und Stillgewässer, Moor- und Moosbereiche, Laub- und Nadelwälder, Bruchwälder, Auwälder, Gebüsche, Hecken und Feldgehölze, Wildgrasfluren und Ödlandflächen.
Durch die Flussregulierungen des 19. und 20. Jahrhunderts wurden viele der mäandrierenden Flussläufe von ihren Hauptarmen abgeschnitten, es entstanden etliche sogenannte Altwässer und eine vielgestaltige Auenlandschaft. Durch zunehmenden Ackerbau und sonstige intensive Nutzung wurden viele Überschwemmungsgebiete trockengelegt, die Auenlandschaft verdrängt und zerstört. Dennoch ist die Amperaue um Haimhausen immer noch ökologisch wertvoll und beherbergt seltene Tiere, Pflanzen und Vegetationsbestände.

### Nachbargemeinden
|          | Fahrenzhausen (Landkreis Freising)          |                             |
| Röhrmoos | Kompassrose, die auf Nachbargemeinden zeigt |                             |
|          | Unterschleißheim (Landkreis München)        | Eching (Landkreis Freising) |

Nördlich von Haimhausen liegt die Gemeinde Fahrenzhausen im Landkreis Freising. Fahrenzhausen war bis zur Gebietsreform 1972 Teil des Landkreises Dachau. Westlich liegt die Gemeinde Röhrmoos. Im Süden grenzt die Gemeinde an Unterschleißheim im Landkreis München. Im Südosten nach dem Maisteig die Gemeinde Eching im Landkreis Freising.
Entfernungen von und nach Haimhausen:
- Fahrenzhausen: ca. 5,5 km
- Unterschleißheim: ca. 6,4 km
- Eching: 7,8 km
- Oberschleißheim: ca. 8,9 km
- Röhrmoos: 11,8 km
- Dachau: ca. 14,4 km
- Flughafen München: ca. 19,1 km
- München: ca. 23,9 km
- Freising: 24,6 km

### Gemeindegliederung
Die Gemeinde hat neun Gemeindeteile (in Klammern ist der Siedlungstyp angegeben):
- Amperpettenbach (Kirchdorf)
- Haimhausen (Pfarrdorf)
- Hörgenbach (Einöde)
- Inhausen (Kirchdorf)
- Inhausermoos (Dorf)
- Maisteig (Weiler)
- Oberndorf (Dorf)
- Ottershausen (Kirchdorf)
- Westerndorf (Weiler)

Es gibt die Gemarkungen Amperpettenbach und Haimhausen.

## Geschichte

### Frühzeit
Haimhausen wurde einer Legende zufolge von den Brüdern Heimo (→ Haimhausen), Petto (→ Amper (naheliegender Fluss) + Petto + Bach = Amperpettenbach) und Indo (→ Inhausen) gegründet.
Bis 788 wurden die bayerischen Lande von dem Herzogsgeschlecht der Agilolfinger regiert, die ihrerseits wieder das Gebiet unter den fünf vornehmsten Edelfamilien in Gaue aufteilten. Unsere Heimat gehörte zum „Huosigau“ (nach dem Geschlecht der Huosi). Haimhausen ist eine Gründung dieser Frühzeit, denn schon im Jahre 772 erscheint dasselbe urkundlich als „Heiminhusir“. Ottershausen erscheint als „Oathareshusir“ anno 793, zwischen 883 und 906 Inhausen, und auch Maisteig, was soviel bedeutet wie „Waldpfad“, weist auf das frühe Mittelalter hin. Haimhausen hatte schon früh eine Schranne (Gerichtsplatz), wo im Jahre 829 Gaugraf Luitpold einen Gerichtstag abhielt.

### Mittelalter
Von jeher Edelsitz, war Haimhausen seit Ende des 16. Jahrhunderts eine Hofmark. Die komplizierten Besitzverhältnisse im Mittelalter lassen erkennen, dass Haimhausen in der Frühzeit den Grafen von Ottenburg-Grögling gehörte (Ottenburg bei Daitenhausen). Zunehmende Macht und Besitz des damals noch gräflichen Hauses der Wittelsbacher drängte den übrigen Adel immer mehr in ein Abhängigkeitsverhältnis. So kam auch das Dachauer Gebiet um die Mitte des 12. Jahrhunderts zu den reichen Gütern der Grafen von Scheyern in ihrer Dachauer Linie. Auch die Wittelsbacher waren eine Linie der Scheyerner. Haimhausen war wiederum bis 1238 Besitz der Grafen von Valley, einem Nebenzweig der Scheyern-Dachauer Grafen. 1182 erloschen die Grafen von Dachau, Herzöge von Meranien, mit Graf Konrad III. von Dachau. Dessen Witwe verkaufte die Grafschaft um „10 Mark Gold und 900 Pfund Pfennigen“ an Herzog Otto I.
Ministralen, d. h. Dienstmannen der Grafen, also Verwaltungsbeamte waren die Edlen von Haimhausen, die bis Ende des 12. Jahrhunderts nachweisbar sind. Ebenso hatte Ottershausen einen Edelsitz, der vermutlich wasserbefestigt war. Inhausen ist seit früher Zeit besonders als Wallfahrtsort zur Muttergottes bekannt. Hierher kam auch als frommer Wallfahrer Herzog Albrecht IV. und stiftete eine Kaplanei mit reicher Begabung.
Die heutige Pfarrkirche mit dem Patronat des hl. Nikolaus kann erst seit 1485 urkundlich nachgewiesen werden.

### Ab 1500
Schon die Erbfehden im bayerischen Herzogshause im 14., 15. und 16. Jahrh. berührten das Gebiet um Haimhausen; so brannte u. a. am 5. August 1504 im niederbayerischen Erbfolgekrieg das ganze Dorf nieder.
Nachdem Haimhausen seit 1238 unmittelbare landesherrliche Besitzung gewesen, verlieh Herzog Wilhelm V. dieselbe um 1590 seinem Hofkammerrat und Rentmeister Theodor Viehbeck zu Habelspach, welcher somit zum Stammvater der späteren Grafen von Haimhausen wurde. Schrecken und Not herrschten im Dreißigjährigen Krieg, als 1646 und 1648 die Schweden Dachau belagerten und einnahmen. 1634/35 und 1649/50 herrschte in hiesiger Gegend der „Schwarze Tod“, die Pest.

Schloss Haimhausen (heute Bavarian International School)

Der Spross des Herzogs, Johann-Albert, erhielt 1671 die Reichsgrafenwürde. Dessen Enkel waren Graf Karl und Graf Sigmund. Ersterer ließ das Schloss durch Jean Francois Cuvillies 1747 umbauen. Nach seinem Tode übernahm Graf Sigmund den Haimhauser Besitz und wurde unter Kurfürst Max-Josef III. Präsident des Münz- und Bergwerkskollegiums und der Akademie der Wissenschaften. Ebenso machte er sich maßgeblich bei der Gründung der Nymphenburger Porzellanmanufaktur verdient. Anschließend kam Haimhausen über eine weibliche Erbfolge an den Grafen Butler-Cloneborough, welcher den Namen Butler-Haimhausen annahm.

### 19. und 20. Jahrhundert
Im Zuge der Verwaltungsreformen in Bayern entstand mit dem Gemeindeedikt von 1818 die heutige Gemeinde.
Der Landschaftsmaler Bernhard Buttersack kam um 1895 nach Haimhausen, angezogen von der unberührten Mooslandschaft mit seinen Altwassern sowie der Stille und Schönheit des Ortes. In Ottershausen ließ er sich ein geräumiges Haus erbauen, mit einem Maleratelier nach Norden. Bald eröffnete er eine private Malschule, die viele junge Künstler anzog. Dadurch entwickelte sich Haimhausen immer mehr zur Künstlerkolonie Haimhausen, nahe der großen Künstlerkolonie Dachau gelegen. Von größter Bedeutung für die Künstlerkolonie war Max Bergmann, der mehr als 30 Jahre in Haimhausen wirkte und dort 1925 eine private Malschule eröffnete. Schüler von ihm waren u. a.: Arthur Niso, Helene Harth, Alice Krüger und Hermann Koenemann. Mit dem Tod von Paul Erbe erlosch auch die kleine Malerkolonie.
1998 wurde das Schloss Haimhausen Sitz der Bavarian International School.

### Eingemeindungen
Im Zuge der Gebietsreform in Bayern wurde am 1. Januar 1972 ein Teil der ehemaligen Gemeinde Amperpettenbach eingegliedert.

### Einwohnerentwicklung
Zwischen 1988 und 2018 wuchs die Gemeinde von 3759 auf 5636 Einwohner bzw. um 49,9 %.
| Jahr      | 1961 | 1970 | 1988 | 1991 | 1995 | 2000 | 2005 | 2010 | 2015 | 2018 | 2020 |
| Einwohner | 2176 | 2308 | 3759 | 4046 | 4334 | 4495 | 4700 | 4881 | 4881 | 5636 | 5671 |

## Politik

### Gemeinderat
Der Gemeinderat hat 20 Mitglieder. Nach der Wahl zum Gemeinderat am 15. März 2020 führte das Ergebnis zu folgender Sitzverteilung:
| Partei / Liste | Sitze |
| CSU            | 8     |
| Bürgerstimme   | 4     |
| GRÜNE          | 4     |
| ÜWG            | 2     |
| SPD            | 1     |
| FDP            | 1     |
| Gesamt         | 20    |

### Bürgermeister
Erster Bürgermeister ist Peter Felbermeier (CSU). Bei der Kommunalwahl 2014 wurde er mit 86,5 % der gültigen Stimmen im Amt bestätigt. 2020 wurde er mit 63,4 % erneut wiedergewählt.
Zweite Bürgermeisterin ist Claudia Kops (CSU). Dritte Bürgermeisterin ist Sabrina Spallek (Grüne).

### Wappen
| Wappen von Haimhausen | Blasonierung: „Unter blauem Schildhaupt, darin nebeneinander drei senkrechte goldene Rauten, in Silber ein schwarzer Adler.“ |
| Wappen von Haimhausen | Wappenbegründung: Die alte Hofmark Haimhausen stand seit dem 13. Jahrhundert in enger Verbindung zum Haus Wittelsbach. Darauf weisen die Feldfarben Silber und Blau hin. Die drei goldenen Rauten und der Adler sind vom Familienwappen der Viepeck übernommen. Wolfgang Viepeck stand als Pfleger von Haimhausen und Kanzler von Landshut im Dienst von Herzog Albrecht V. Herzog Wilhelm V. verlieh 1590 dessen Sohn Theodor Viepeck die Hofmark Haimhausen. Die Rauten im Viepeck-Wappen spielen auf die Nähe zum Herzogshaus an. Die Viepeck stiegen bis 1692 in den Reichsgrafenstand auf und nannten sich Reichsgrafen von Haimhausen. Dieses Wappen wird seit 1974 geführt. |

### Partnerschaften
- Die Stadt Csurgó im Südwesten von Ungarn
- Das Bergdorf Obereggen in (Südtirol)

## Kultur und Sehenswürdigkeiten

### Baudenkmäler
Bedeutendstes Bauwerk der Gemeinde ist das Schloss Haimhausen mit einer spätbarocken Schlosskapelle. Diese stehen allerdings einer allgemeinen Besichtigung nicht offen.

### Kultur
Das Heimatmuseum Haimhausen zeigt regional bezogene Exponate und Ausstellungen.

### Natur
Der Garten des Schlosses beherbergt seit dem 17. Jahrhundert das sogenannte „Haimhausener Quartett“ – ein eindrucksvolles Ensemble mehrstufig geleiteter Linden.
Der Lebensraum Amperauen ist ein Landschafts- und Naturschutzgebiet mit einer reichen Flora und Fauna, darunter auch bedrohten Tierarten. 65 Hektar an die Amper und den Schwebelbach angrenzendes Land konnten durch Kauf und Pacht in die öffentliche Hand überführt werden (Landkreis Dachau, Gemeinde Haimhausen, Bund Naturschutz und Landesverband für Vogelschutz in Bayern). Weitere Flächen wurden als Naturschutzgebiete vorgeschlagen. Die Landschaftspflegeverbände Fürstenfeldbruck und Dachau e. V. betreuen die Amperauen, die zum europaweiten Natura 2000–Netzwerk gehören.

## Infrastruktur

### Bildung
- Haimhauser Grund- und Mittelschule: 291 Schüler
- Bavarian International School: 935 Schüler[14]

### Verkehr
Haimhausen liegt nahe an den Autobahnen A 9 und A 92 und ist über die B 13 nach Pfaffenhofen und München angebunden. Nach Osten und Südosten verlaufen die Staats- und Kreisstraßen in den Landkreis Dachau. In Eching und Unterschleißheim besteht Anschluss an die S-Bahnen des MVV.

## Persönlichkeiten

### Die Grafen Viepeckh von Haimhausen
- Wolfgang Viepeckh stand in einem besonderen Vertrauensverhältnis zu Herzog Albrecht V. von Bayern. Kaiser Maximilian II. verlieh ihm 1571 den Adelstitel und das Wappenschild.
- Theodor Viepeckh von Haimhausen (1590–1626): Von seinen Söhnen Christoph und Theodor trat Letzterer auch in den Dienst des Herrscherhauses und erhielt 1590 vom Herzog für besondere Dienste die Hofmark Haimhausen. 1603 gingen die Haimhauser Besitzungen in seinen Familienbesitz über, als ihm vom Kurfürsten Maximilian I. gegen die Abtretung des Riedholzes die volle Befreiung der Lehenschaft gewährt wurde.
- Johann Albrecht von Haimhausen (1626–1659): Der Besitz ging auf den Sohn Theodors, Johann Albert, über. Auch er stand in kurfürstlichen Diensten. Sein nachfolgender Sohn erhielt 1671 die Freiherrenwürde.
- Franz Albrecht Freiherr von und zu Haimhausen (1659–1687): Sein erstgeborener Sohn Maximilian hatte keine Nachkommen und starb noch vor seinem Vater 1681.
- Franz Ferdinand des Heiligen Römischen Reiches Graf von und zu Haimhausen (1687–1724): Er war das dritte Kind des Freiherrn Franz Albrecht. Seine Ernennung in den Reichsadelsstand erfolgte 1692.
- Karl Ferdinand Maria Reichsgraf von und zu Haimhausen (1724–1775): Graf Karl ließ das Schloss in seinem jetzigen Erscheinungsbild von dem bekannten Schlossbaumeister Francois de Cuvilliés im Rokokostil umbauen sowie die Schlosskapelle und das Bründl errichten.
- Sigmund Reichsgraf von und zu Haimhausen (1775–1793): Graf Sigmund wurde böhmischer Obermünzmeister, gründete die Nymphenburger Porzellanmanufaktur und wurde zum Ehrenpräsidenten der bayerischen Akademie der Wissenschaften ernannt.[15]

### Töchter und Söhne
- Sebastian Rinz (1782–1861), Stadtgärtner in Frankfurt am Main
- Anton Walter (1845–1896), römisch-katholischer Priester und Kirchenmusikschriftsteller
- Gustav von Seyffertitz (1862–1943), Schauspieler (u. a. in Hollywood)
- Kerstin Dietrich (* 1984), Schauspielerin, Sprecherin und Sängerin

### Mit Verbindung zu Haimhausen
- Anton Graf von Monts (1852–1930), Diplomat, in Haimhausen verstorben
- Bernhard Buttersack (1858–1925), Maler, lebte von 1893 bis 1914 in Haimhausen
- Edgar Haniel von Haimhausen (1870–1935), Diplomat und einstiger Besitzer vom Schloss Haimhausen
- Max Hein-Neufeldt (1874–1953), Maler, ließ sich nach dem Studium in Haimhausen nieder
- Adolf Schinnerer (1876–1949), Professor, Maler, Grafiker, Entwurfzeichner für Glasmalerei, Illustrator und Kunstschriftsteller; wohnte von 1921 bis zu seinem Tod im Gemeindeteil Ottershausen
- Max Bergmann (1884–1955), Maler, lebte von 1912 bis zu seinem Tod in Haimhausen
- Hedwig von Branca (1890–1985), Malerin, zweite Ehefrau von Edgar Haniel von Haimhausen
- Paul Erbe (1894–1972), Maler, lebte von 1922 bis zu seinem Tod in Haimhausen
- Manfred Moosauer (* 1943), Arzt und Naturschützer
- Bettina Redlich (* 1963), Schauspielerin und Synchronsprecherin, lebt in Haimhausen